# Arxiu de la Diputació de Lleida
L'Arxiu de la Diputació de Lleida és l'arxiu administratiu de l'administració local que custodia la documentació administrativa i tècnica que genera la Diputació de Lleida, tant de la tasca administrativa pròpia com de l'execució de competències que li han estat delegades (benèfiques, sanitàries, educatives, culturals, de protecció civil i de recaptació d'impostos...). S'encarrega de la documentació semiactiva i històrica amb valor permanent, realitzant així les funcions d'Arxiu central, intermedi i històric. Avui en dia l'Arxiu depèn orgànicament del Servei d'Arxius, Estudis i Informació de la Diputació i es troba al mateix edifici que ocupa la Diputació de Lleida des de 1898, al carrer Carme 26 de la ciutat de Lleida.

## Història
L'abril de 1988 es va crear la plaça d'arxiver de la Diputació de Lleida, en aquell moment començava l'organització integral de l'arxiu. L'any 2000 es va consolidar, amb l'aprovació d'una catalogació de llocs de treball, el nou Servei d'Arxius, Estudis i Informació a la Diputació, fruit d'un canvi d'objectius de la secció i de la percepció de la seva funció per part dels màxims responsables de la Diputació de Lleida, i amb la finalitat de fer un tractament integral de la documentació que generava la institució.
Una de les tres seccions d'aquest servei era l'arxiu central, que reunia les funcions d'arxiu central administratiu i històric: recollir, aplicar criteris d'eliminació, custodiar, conservar i difondre el patrimoni documental de la corporació i els seus organismes autònoms.

## Fons
La documentació generada per la Diputació de Lleida, així com la institució, va conèixer al llarg del segle xix un constant pelegrinatge físic per diferents edificis i instal·lacions de la ciutat. Constituïren seus de la Corporació el Palau de la Paeria, l'antic convent de la Mercè, la Casa Meca Arxivat 2016-04-24 a Wayback Machine. del carrer Major, l'antic Convent de Sant Francesc i el Teatre Principal del carrer de Sant Antoni. Finalment el 1898 la Diputació s'ubicà on actualment es troba, i la documentació se situà als baixos de l'edifici.
El 1935 es denunciava l'estat de desordre i dispersió del fons documental pel Palau i edificis annexos. I a tot això, s'afegeix que l'any 1939 les tropes d'ocupació es varen instal·lar al Palau Provincial i la policia d'assalt es va establir a les dependències de la Diputació, fet que causà una desaparició de lligalls i documents de la qual solament se salvaria intacta la sèrie d'Actes.
Els infortunis, les iniciatives sense control i la manca de planificació portaren el fons a l'estat en què es trobava l'any 1988, amb importants pèrdues documentals i absència d'eines de descripció efectives dels documents dipositats. Des de la dècada de 1980, l'Arxiu es converteix en un projecte de futur i la planificació, tant de la producció documental com de la recuperació i la millora dels recursos en els objectius a assolir.

### Contingut del fons
Els documents de l'arxiu ocupen 1.300 metres lineals de prestatgeries. Conté 7.000 capses, 3.096 llibres, 300 bobines de microfilms, 42.000 fotografies i 2.750 plànols, compresos cronològicament des de 1836 fins a l'actualitat. Es poden diferenciar dues categories documentals bàsiques, la documentació de la gestió administrativa de funcionament intern de la Diputació i la documentació de les seves activitats externes en funció de l'adquisició de competències en determinades matèries al llarg del temps. Però a més, al llarg del temps s'han anat incorporant a l'arxiu fons d'entitats autònomes de la Diputació, fons d'organismes de caràcter provincial i fons personals. El contingut del fons és de lliure accés llevat d'algunes sèries que contenen dades protegides per la legislació vigent.

### Quadre del fons
- Fons de la Diputació de Lleida (1836/)
- Fons d'entitats autònomes de la Diputació de Lleida
  - Fons de la Fundació Pública Institut d'Estudis Ilerdencs Arxivat 2013-09-09 a Wayback Machine. (1940/)
  - Fons del Patronat Intercomarcal de Turisme Terres de Lleida Arxivat 2015-11-08 a Wayback Machine. (1989/)
  - Fons del Patronat de Promoció Econòmica (1993/) 10 m.l.
  - Fons de l'Organisme Autònom de Gestió i Recaptació de Tributs Locals (1989/) 35 m.l.
- Fons d'organismes de caràcter provincial
  - Consejo Provincial (1845/1868)
  - Comissió Mixta de Reclutament (1897-1925)
  - Junta del Censo Electoral (1890-1977)
  - Comissió Provincial de Serveis Tècnics (1952-1979)
  - Servei Provincial d'Assessorament a l'Administració Local (1929-1970)
  - Secció Provincial del Cadastre (1952-1970)
  - Comissaria de la Generalitat de Catalunya (1931-1938)
  - Junta Provincial de Beneficència (1837-1860)
  - Fons d'hospitals y centres benèfics (1753-1917)
  - Junta Provincial de Sanitat (1834-1861)
  - Institut Provincial de la Higiene (1916-1940)
  - Junta d'Armament i Defensa (1836-1837)
  - Junta Superior de Carreteres (1849-1873)
  - Junta de Propis (1834/)
  - Junta Gestora del Ferrocarril Lleida-Fraga (1924/)
  - Junta Regional de Abastiments
  - Junta de Presons (1876-1888)
  - Junta de Fortificacions (1832-1833)
  - Junta Provincial de Reforma Agrària (1933-1934)
  - Junta Provincial de Defensa Passiva (1941-1956)
  - Junta Provincial de Reforma Agrària (1933-1934)
  - Junta Provincial de Fomento Agrari (1956-1963)
  - Junta de l'Atur Obrer (1956/)
  - Junta Provincial de Protecció de Menors (1974-1984)
  - Patronat del Museu Morera(1917-1992)
  - Patronat del Monestir de Poblet (1945-1960)
  - Patronat de la seu Vella(1940-1991)
  - Patronat Pere Vila (1921-1923)
  - Patronat de la Vall de Boí (1976/)

- Fons personals: Fons del Sr. Màrius Pons i Sumalla(1942-2002)[3][4]

### Idiomes del fons
Les llengües del documents de fons són el català i castellà. Durant el segle xix s'empra el castellà majoritàriament. Al segle xx s'empra el català en l'etapa de la Mancomunitat(1914-1925) i en el període de la Segona República (1932-1938). Del 1939 al 1980 la utilització del castellà és exclusiva. Posteriorment a aquesta data la utilització del català és cada cop més freqüent fins a la seva total implantació.

### Instruments de descripció
L'arxiu disposa d'una guia de fons publicada directament al lloc web de la Diputació de Lleida, realitzada amb l'aplicació de la Norma Internacional de Descripció Arxivística ISAD(G), i un inventari catàleg automatitzat i publicat electrònicament per mitjà del Web Publisher a la web de la institució, des d'on es pot recuperar la informació del fons a partir de cercadors textuals, de la classificació de la documentació o de les dates d'aquesta, aconseguint així, que qualsevol usuari pugui saber que es pot trobar al fons de l'arxiu i com accedir-hi.

## Serveis
L'Arxiu disposa d'una sala d'administració, una de recepció documental i una altra de consulta oberta al públic. Com a serveis ofereix reprografia, càmera planetària, lector/reproductor de microfitxes, lector/reproductor de bobines, biblioteca auxiliar, hemeroteca, fons d'imatges i planoteca. Alhora el Servei d'Arxius, Estudis i Informació ofereix un servei d'atenció al públic, que s'encarrega d'atendre les visites guiades tant a les instal·lacions de la institució com al mateix arxiu. Per a dur a terme aquestes visites s'han publicat uns materials divulgatius i didàctics: i el Patrimoni cultural de la Diputació de Lleida.